# Sibel Altınkaya
Sibel Altınkaya (Adana, 1 februari 1993) is een Turks professioneel tafeltennisster van Bulgaarse afkomst. Tot 2014 kwam ze uit voor Bulgarije, sinds 2018 voor Turkije. Zij speelt rechtshandig met de shakehandgreep.
Zij vertegenwoordigde Turkije  op de Olympische Zomerspelen 2024.